# Boia de pesca

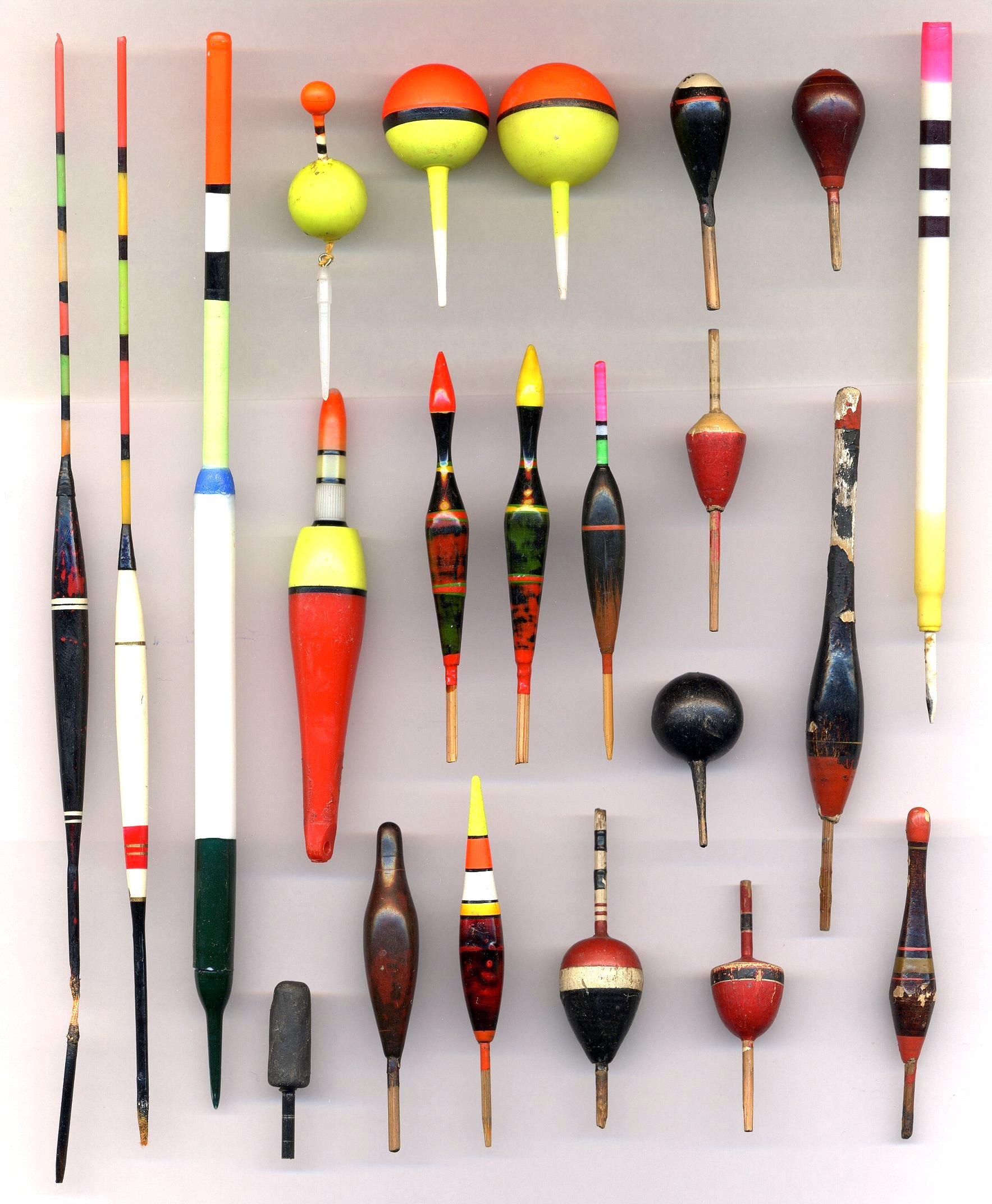
Alguns exemplares de boias de pesca

Boia é um equipamento de pesca flutuante, normalmente preso a uma linha de pesca, podendo servir a vários propósitos, inclusive a chamada "pesca com boia", sem o uso de varas e molinetes. Em primeiro lugar, pode suspender a isca a uma profundidade predeterminada; em segundo lugar, devido à sua flutuabilidade, ela pode carregar o anzol com isca para áreas de água de outra forma inacessíveis, permitindo que a boia flutue na corrente predominante; e em terceiro lugar, uma boia também serve como um indicador visual de mordida.